# Ісаак Догбо
Ісаак Догбо або ж Айзек Догбо (англ. Isaac Dogboe, 26 вересня 1994) — ганський професійний боксер, чемпіон світу за версією WBO в другій легшій вазі (2018).

## Аматорська кар'єра
Ісаак Догбо народився у Аккрі, але ріс у Лондоні, де і почав займатися боксом. Кваліфікувався на Олімпійські ігри 2012, де виступав у складі збірної Гани. В категорії до 56 кг програв у першому бою Сімідзу Сатосі (Японія) — 9-10.

## Професіональна кар'єра
Дебютував на профірингу 2013 року. 26 грудня 2015 року завоював вакантний титул WBO Africa у напівлегкій вазі, який тричі захистив. 10 грудня 2016 року завоював вакантний титул WBO International у другій легшій вазі. 6 січня 2018 року завоював вакантний титул «тимчасового» чемпіона WBO у другій легшій вазі.
28 квітня 2018 року зустрівся в бою з чемпіоном світу за версією WBO у другій легшій вазі Джессі Магдалено (США) і виграв технічним нокаутом в одинадцятому раунді, відібравши титул чемпіона світу.
8 грудня 2018 року у Нью-Йорку вийшов на бій проти Емануеля Наваррете (Мексика) і програв одностайним рішенням суддів. У реванші 11 травня 2019 року знов програв технічним нокаутом в дванадцятому раунді.
Піднявшись у напівлегку вагу і здобувши чотири перемоги поспіль, 1 квітня 2023 року зустрівся в бою з дворазовим олімпійським чемпіоном Робейсі Раміресом (Куба). Хоча спочатку бій був запланований як поєдинок за проміжний титул, 9 лютого 2023 року цей бій був підвищений до чемпіонського бою після того, як чинний чемпіон WBO у напівлегкій вазі Емануель Наваррете звільнив пояс, завоювавши чемпіонський титул у вищій категорії. Перемогу одностайним рішенням здобув кубинець, завоювавши вакантний титул чемпіона світу.